# Deschidere (șah)

Începutul jocului cu gambitul regelui - animație

## Scopurile deschiderii
În deschidere fiecare parte are următoarele obiective:
1. ocuparea centrului - controlul lui se poate face atât prin împingerea pionilor cât și cu ajutorul figurilor (cum este cazul Apărării Alehin);
2. dezvoltarea armonioasă a pieselor;
3. punerea regelui la adăpost.

După ce aceste obiective sunt îndeplinite, urmează definirea strategiei (atacul la rege sau dezvoltarea avantajului pozițional) și reorganizarea pieselor.

## Clasificarea deschiderilor

### Joc deschis (1.e4 e5)
- 1.e4 e5 2.Cf3 Cc6 3.Nb5 Partida spaniolă
- 1.e4 e5 2.Cf3 Cc6 3.Cc3 Cf6 Jocul celor patru cai
- 1.e4 e5 2.Cf3 Cc6 3.d4 e:d4 Partida scoțiană
- 1.e4 e5 2.Cf3 Cc6 3.Nc4 Partida italiană
  - 1.e4 e5 2.Cf3 Cc6 3.Nc4 Nc5 Giuoco Piano
    - 1.e4 e5 2.Cf3 Cc6 3.Nc4 Nc5 4.b4 Gambitul Evans

  - 1.e4 e5 2.Cf3 Cc6 3.Nc4 Cf6! Jocul celor doi cai
  - 1.e4 e5 2.Cf3 Cc6 3.Nc4 Ne7 Apărarea ungară
  - 1.e4 e5 2.Cf3 Cc6 3.Nc4 d6 Apărarea Paris
- 1.e4 e5 2.Cf3 Cc6 3.Ne2 Deschiderea ungară inversată
- 1.e4 e5 2.Cf3 Cc6 3.Cc3 Cf6 Jocul celor patru cai
- 1.e4 e5 2.Cf3 Cc6 3.Cc3 altceva decât 3...Cf6 Jocul celor trei cai
- 1.e4 e5 2.Cf3 Cc6 3.c3 Deschiderea Ponziani
- 1.e4 e5 2.Cf3 Cf6 Apărarea Petrov
- 1.e4 e5 2.Cf3 d5 Gambitul elefantului
- 1.e4 e5 2.Cf3 d6 Apărarea Philidor
- 1.e4 e5 2.Cf3 f5 Gambitul leton
- 1.e4 e5 2.Cf3 f6 Apărarea Damiano
- 1.e4 e5 2.Cf3 Df6 Apărarea Greco
- 1.e4 e5 2.Cf3 De7 Apararea Gunderam
- 1.e4 e5 2.d4 e:d4 Gambitul central
  - 1.e4 e5 2.d4 e:d4 3.c3 Gambitul danez
- 1.e4 e5 2.f4 Gambitul regelui
- 1.e4 e5 2.Nc4 Deschiderea nebunului
- 1.e4 e5 2.Cc3 Jocul vienez
- 1.e4 e5 2.Nb5 Deschiderea portugheză
- 1.e4 e5 2.c3 Deschiderea Lopez
- 1.e4 e5 2.Ce2 Deschiderea Alapin
- 1.e4 e5 2.Df3?! Deschiderea Napoleon
- 1.e4 e5 2.Dh5 Atacul Pharham
- 1.e4 e5 2.Cc3 Partida vieneză

### Joc semideschis (1.e4, negrul mută altceva decât 1...e5)
- 1.e4 c5 Apărarea siciliană
- 1.e4 c6 Apărarea Caro-Kann
- 1.e4 d5 Apărarea scandinavă
- 1.e4 d6 Apararea Pirc
- 1.e4 e6 Apărarea franceză
- 1.e4 Cc6 Apărarea Nimzovici
- 1.e4 Cf6 Apărarea Alehin
- 1.e4 b6 Apararea Owen
- 1.e4 g6 Apararea Robatsch

### Joc închis (1.d4 d5)
- 1.d4 d5 2.c4 Gambitul damei
  - 1.d4 d5 2.c4 d:c4 Gambitul damei acceptat
  - 1.d4 d5 2.c4 e6 Gambitul damei refuzat
  - 1.d4 d5 2.c4 c5 Apărarea simetrică
  - 1.d4 d5 2.c4 c6 Apărarea slavă
  - 1.d4 d5 2.c4 e5 Contragambitul Albin
  - 1.d4 d5 2.c4 Cc6 Apărarea Cigorin
  - 1.d4 d5 2.c4 Nf5 Apărarea baltică
  - 1.d4 d5 2.c4 Cf6 Apărarea Marshall
- 1.d4 d5 2.e3 Atacul Stonewall
- 1.d4 d5 2.e4 Gambitul Blackmar-Diemer
- 1.d4 d5 2.Cf3 Cf6 3.e3 Partida pionului damei
- 1.d4 d5 2.Cc3 Cf6 3.Ng5 Atacul Richter-Veresov

### Sisteme indiene (1.d4 Cf6)
- 1.d4 Cf6 2.c4 e5 Gambitul Budapesta
- 1.d4 Cf6 2.c4 e6 3.g3 Deschiderea catalană
- 1.d4 Cf6 2.c4 e6 3.Cc3 Nb4 Indiana Nimzovici
- 1.d4 Cf6 2.c4 e6 3.Cf3 b5 Apărarea poloneză
- 1.d4 Cf6 2.c4 e6 3.Cf3 c5 4.d5 b5 Gambitul Blumenfeld
- 1.d4 Cf6 2.c4 e6 3.Cf3 Ce4 Apărarea Döry
- 1.d4 Cf6 2.c4 e6 3.Cf6 b6 Indiana damei
- 1.d4 Cf6 2.c4 g6 3.Cc3 Ng7 Indiana regelui
- 1.d4 Cf6 2.c4 g6 3.Cc3 d5 Apărarea Grünfeld
- 1.d4 Cf6 2.c4 Cc6 Tangoul cailor negri
- 1.d4 Cf6 2.Cf3 e6 3.Ng5 Atacul Torre
- 1.d4 Cf6 2.Ng5 Atacul Trompowski

### Alte răspunsuri la 1.d4
- 1.d4 b5 Apărarea poloneză
- 1.d4 b6 Apărarea engleză
- 1.d4 c5 Apărarea Benoni
- 1.d4 d6 Apărarea Wade
- 1.d4 e5 Gambitul Englund
- 1.d4 f5 Apărarea olandeză

### Jocuri de flanc
- 1. c4 e5 Partida engleză
- 1. Cf3 d5 Deschiderea Réti